# تشارلز بي نيل
تشارلز بي نيل (بالإنجليزية: Charles P. Neill)‏ هو إحصائي أمريكي، ولد في 12 ديسمبر 1865، وتوفي في 3 أكتوبر 1942.